# Ronde van Italië

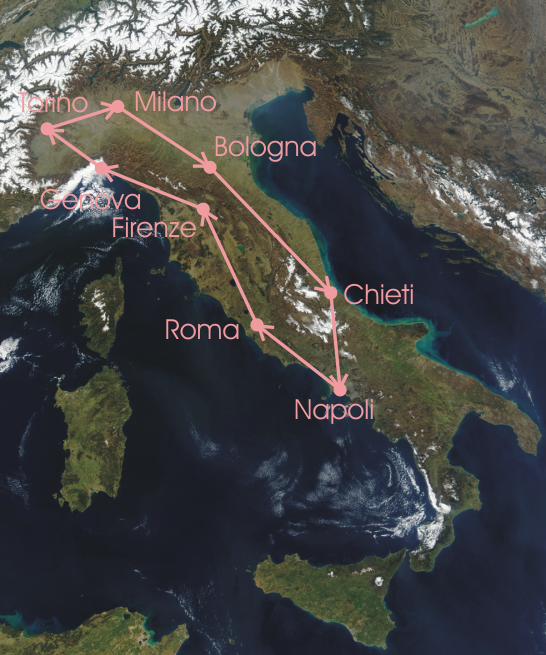
Het parcours van de allereerste Ronde van Italië

De Ronde van Italië (Italiaans: Giro d'Italia, vaak afgekort tot Giro) is een meerdaagse wielerwedstrijd in en rond Italië. Zij is een van de drie Grote Rondes. De etappekoers werd voor het eerst verreden in 1909 en wordt sindsdien ieder jaar – uitgezonderd tijdens de jaren van de twee Wereldoorlogen – gehouden. Net als de andere twee Grote Rondes – de Ronde van Frankrijk en de Ronde van Spanje – duurt de Ronde van Italië drieëntwintig dagen die in de meeste gevallen bestaat uit 21 etappes, inclusief een eventuele proloog en twee rustdagen. De laatste etappe van de etappekoers eindigde meestal in Milaan, maar vindt de laatste jaren ook in andere steden plaats.
De Giro, zoals de bijnaam van de Ronde van Italië luidt, wordt tegenwoordig na de Ronde van Frankrijk als de belangrijkste rittenkoers van de wereld gezien. Er zijn zelfs tijden geweest dat de ronde in populariteit op gelijke voet stond met de Ronde van Frankrijk. De koers wordt elk jaar op de voet gevolgd door tal van zenders overal ter wereld.

## Geschiedenis
Op 7 augustus 1908 werd in de Gazzetta dello Sport de eerste Ronde van Italië aangekondigd. In navolging van een autorace door heel Italië, die werd georganiseerd door concurrent Corriere della Sera, presenteerde de krant in zeven grote kolommen de Italiaanse tegenhanger van de Tour de France. De eerste etappe van de Giro startte op 13 mei 1909 van het Loretoplein in Milaan en eindigde in Bologna waar Dario Beni won. In die eerste editie werd 2448 kilometer overbrugd, die verdeeld waren over acht etappes. De Italiaan Luigi Ganna werd met 25 punten de winnaar van het evenement. Sindsdien wordt de Giro door de op roze papier gedrukte krant georganiseerd. Om die reden draagt de leider in het algemeen klassement een roze koerstrui.
De Giro is het vaakst gewonnen door een Italiaan. Tot 1950 won zelfs nog geen enkele buitenlander de Giro. De Zwitser Hugo Koblet was de eerste niet-Italiaan die erin slaagde om de ronde te winnen. Maar in de jaren daarna waren het telkens weer Italianen die wonnen. Pas vanaf 1968 won steeds vaker een buitenlander het eindklassement. Tegenwoordig domineren de Italianen meestal weer wel.
De laatste jaren won de Giro opnieuw aan belangstelling van Italianen en de renners van Italiaanse ploegen: een goede prestatie in de Ronde van Italië is voor de Italianen immers meer waard dan een etappe of een goede klassering in de Ronde van Frankrijk. Met de komst van de UCI ProTour in 2005 hoopte men daar echter verandering in te brengen. Maar sinds 2008 behoorde de Giro niet meer tot de ProTour door een geschil met de UCI. Vanaf 2011 behoort hij tot de UCI World Tour.
Luigi Ganna was de beste in de eerste editie; hij won drie etappes en het eindklassement. De Giro van 1912 werd voor het eerst verreden in ploegverband, maar een jaar later keerde de organisatie weer terug naar het originele concept.
In de eerste jaren was het parcours van de Ronde van Italië vaak een stuk minder zwaar dan dat van haar Franse tegenhanger, de Tour. Pas in de jaren 30 en 40 wordt het parcours van de Giro selectiever, als er bergetappes door de Alpen en de Dolomieten worden opgenomen in het routeschema. In 1931 wordt ook de eerste roze trui, in het Italiaans maglia rosa geheten, uitgereikt. Learco Guerra is dan de eerste rozetruidrager. Twee jaar later wordt het bergklassement ingevoerd en vanaf 1966 is er ook een puntenklassement.

## Klassementen

### Klassementen en truien
Momenteel zijn er vier truien voor de vier klassementen in de Ronde van Italië. De bekendste en belangrijkste is de Maglia rosa, de roze trui, voor de leider in het algemeen klassement. De Maglia ciclamino, de paarse trui, is voor de leider in het puntenklassement en de Maglia azzurra, de blauwe trui, is voor de beste klimmer. Verder is er voor de beste jonge renner, jonger dan 25 jaar, de Maglia bianca, de witte trui. Er is ook een ploegenklassement en prijs van de strijdlust.
Hiernaast zijn er in de Ronde van Italië nog veel andere klassementen. Zo was er het Intergiro-klassement, waar punten konden worden verdiend bij tussensprints, en een combinatieklassement. Ook werd er van 1946 tot 1951 gestreden om de zwarte trui voor de wielrenner die laatste in het klassement stond.
In 2017 werd een klassement voor de beste daler aangekondigd. Na protesten van wielrenners met het oog op levensgevaarlijke situaties ging dit niet door.
In tegenstelling tot de andere twee Grote Rondes wordt de leiderstrui in de Giro ook in de eerste etappe gedragen door de winnaar van de Giro van het voorafgaande jaar.
| Maglia rosa         | Maglia ciclamino | Maglia Azzurra | Maglia Bianca      |
| Algemeen klassement | Puntenklassement | Bergklassement | Jongerenklassement |

### Records
Drie renners wonnen de Ronde van Italië vijf keer en zijn daarmee gedeeld recordhouder. Alfredo Binda was de eerste die het lukte. Hij won de Giro in 1925, 1927, 1928, 1929 en 1933. Fausto Coppi won in 1940, 1947, 1949, 1952 en 1953 en Eddy Merckx was eindwinnaar in 1968, 1970, 1972, 1973 en 1974.
Het puntenklassement werd door Francesco Moser en Giuseppe Saronni vier keer gewonnen. Mario Cipollini, Roger De Vlaeminck en Johan van der Velde wonnen de trui elk drie keer en bezetten daarmee de tweede plaats.
Gino Bartali won het bergklassement zeven keer en is daarmee leider in dat klassement. Nummer twee José Manuel Fuente won het klassement vier keer. De derde plek wordt gedeeld door Claudio Chiappucci, Claudio Bortolotto, Franco Bitossi en Fausto Coppi, die ieder drie keer wonnen.

## Parcours

### Route
Aanvankelijk startte en eindigde de Ronde van Italië ieder jaar in Milaan, de stad waar de organiserende sportkrant La Gazzetta dello Sport zijn hoofdzetel heeft. Ondanks enkele uitzonderingen was Milaan tot voor 1960 de vaste vertrek- en aankomstplaats, sinds dat jaar verschilt de plaats van vertrek per jaar. Ook als aankomstplaats werd Milaan in de daarop volgende jaren regelmatig afgelost: zo lag de eindstreep tweemaal in Florence (in 1965 en 1989) en Verona (in 1981 en 1984) en zelfs eenmaal op de Stelviopas (in 1975). In de periode van 1981 tot en met 1989 lag de finish van de Giro zelfs geen enkele keer in Milaan. In 1990 werd de traditie echter hersteld en de jaren daarna zou de aankomst weer in Milaan liggen. In de editie van 2009 werd opnieuw met de traditie gebroken: de ronde sloot in dat jaar af met een individuele tijdrit in Rome. In de edities van 1911 en 1950 voerde de Giro eveneens naar de Italiaanse hoofdstad. In 2010 lag de finish in Verona, in 2013 in Brescia, in 2014 in Triëst en in 2016 in Turijn. In 2019 lag de finish weer in Verona.
Hoewel de route van de Giro hoofdzakelijk door Italië loopt, worden er regelmatig uitstapjes gemaakt naar de buurlanden: San Marino, Frankrijk, Monaco, Zwitserland en Oostenrijk. Soms wordt een land alleen tijdens een etappe doorkruist, maar het komt soms ook voor dat de start, finish of zelfs de hele route van een etappe in het buitenland ligt. De ronde startte van oorsprong altijd in Italië en is in de afgelopen jaren steeds vaker in het buitenland gestart. In 2018 ging de Ronde van Italië van start in Jeruzalem. Het was hiermee de eerste keer dat een grote ronde buiten Europa startte.. De volgende landen en steden in het buitenland mochten al eens de Girostart organiseren:
- Nederland (3): Groningen (2002), Amsterdam (2010), Apeldoorn (2016)
- België (2): Verviers (1973), Seraing (2006)
- San Marino (1): San Marino (1965)
- Monaco (1): Monte Carlo (1966)
- Vaticaanstad (1): Vaticaanstad (1974)
- Griekenland (1): Athene (1996)
- Frankrijk (1): Nice (1998)
- Denemarken (1): Herning (2012)
- Verenigd Koninkrijk (1): Belfast (2014)
- Israël (1): Jeruzalem (2018)
- Hongarije (1): Boedapest (2022)
- Albanië (1): Tirana (2025)

### Bekende beklimmingen
De Giro staat bekend om zijn steile en zware beklimmingen, die ieder jaar weer spektakel opleveren.

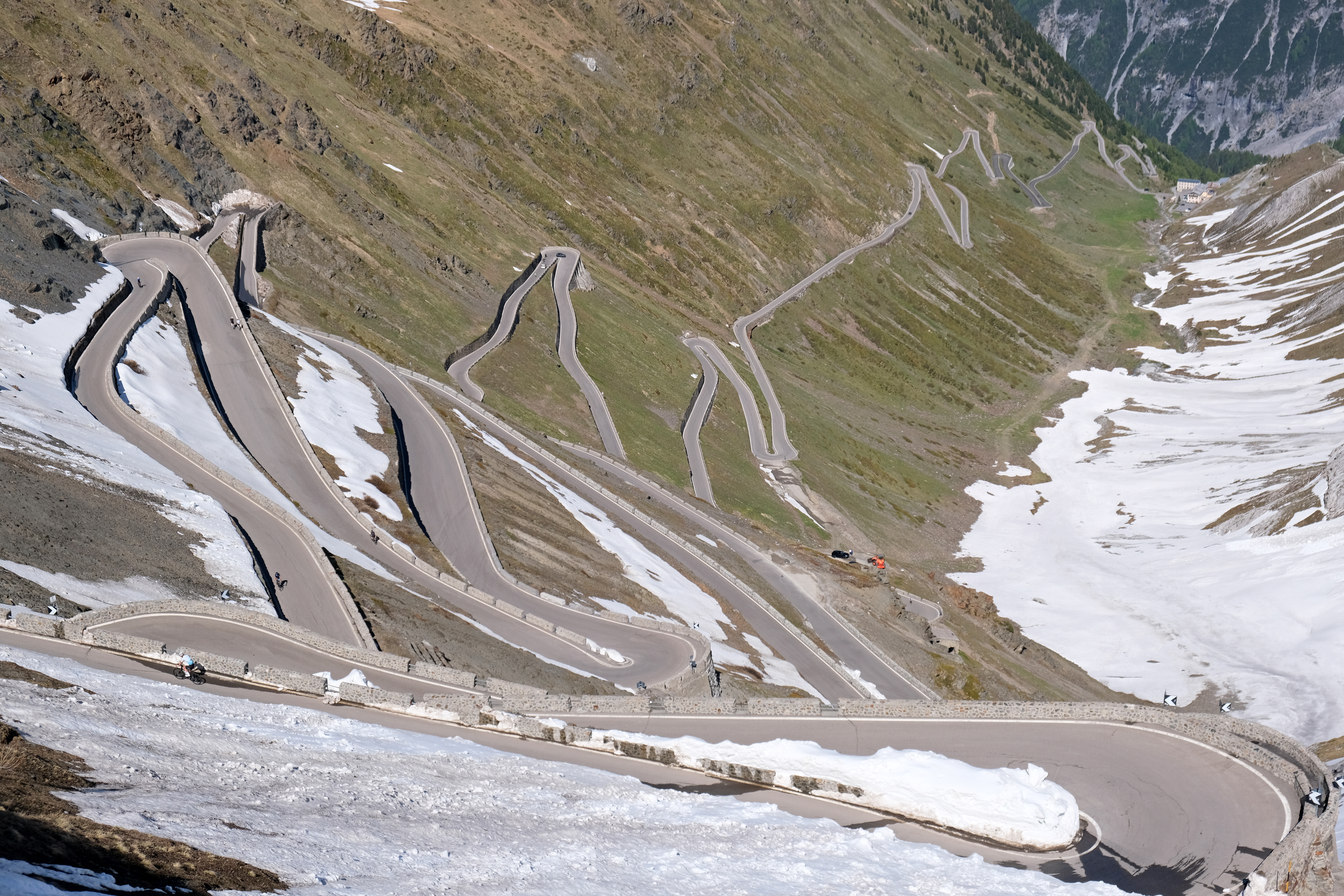
De Stelviopas met zijn vele haarspeldbochten

 Aan de renner die als eerste het dak van de ronde bereikt, wordt een speciale bonus uitgereikt: de Cima Coppi. Dit is ook de naam die het hoogste punt van de ronde ieder jaar krijgt. De Cima Coppi is in 1965 ingevoerd als eerbetoon aan de renner Fausto Coppi, die vijf jaar voordien was overleden. De Pordoipas (2239 m) was tot nog toe de meeste keren het dak van de ronde. Andere beklimmingen die ook al vaak als de Cima Coppi hebben gefungeerd, zijn onder andere de Stelviopas (2758 m), die ook de eerste Cima Coppi was, en de Gaviapas (2621 m). De Stelviopas is met zijn 2758 m de op een na hoogste Alpenpas, enkel de Col de l'Iseran is nog enkele meters hoger. Het is dan ook zo dat als de Stelvio in het parcours van de Giro wordt opgenomen, de pas zo goed als altijd ook de Cima Coppi is.
Ook de Mortirolo, de Monte Zoncolan en de Tre Cime di Lavaredo zijn zeer bekende en beruchte beklimmingen in de Ronde van Italië. In 2008 en 2010 was er een klimtijdrit op de Kronplatz in de Dolomieten, die opmerkelijk is vanwege de sterrato (= lange stukken onverharde weg).

## Doping in de Giro
Net zoals de Ronde van Frankrijk zijn dopingschandalen kent, is ook de Ronde van Italië dat niet bespaard gebleven. Zo moest Eddy Merckx de Ronde van Italië 1969 vroegtijdig verlaten als drager van de roze trui, na een geruchtmakende positieve dopingtest.
Iets soortgelijks gebeurde in 1999, toen Marco Pantani op twee dagen van het einde zijn roze leiderstrui moest inleveren nadat bij hem een te hoge hematocrietwaarde was geconstateerd. Zijn voltallige Mercatone Uno-ploeg stapte uit en Ivan Gotti won de Giro. Om dezelfde reden werd Evgeni Berzin een jaar later, nog voor de start van de Giro, uitgesloten van deelname.
In 2001 moest Dario Frigo de Giro vroegtijdig verlaten, nadat verboden spullen waren gevonden op zijn hotelkamer, terwijl ook Pantani wederom in opspraak kwam. De Giro van 2001 werd overschaduwd door nog meer dopingzaken.
De Italiaanse sprinter Alessandro Petacchi moest zijn vijf etappezeges en drie klassementszeges van de Giro 2007 later inleveren naar aanleiding van een positieve test van het anti-astmamiddel salbutamol. Deze editie moest het al doen zonder topfavoriet en titelverdediger Ivan Basso, die had toegegeven van plan te zijn doping te gebruiken.
In januari 2008 werd gemeld dat Astana geen startrecht kreeg in de Giro. Hoewel als hoofdreden een 'gebrek aan interesse' bij Astana werd gegeven, gaven de organisatoren van de Giro toe dat de dopingzaken van het jaar ervoor bij Astana (Aleksandr Vinokoerov, Matthias Kessler, Andrej Kasjetsjkin werden betrapt) ook deels de aanleiding voor het besluit hadden gevormd. Kort voor de start van de ronde werd de ploeg onverwacht alsnog uitgenodigd. Astana ging van start en vaardigde uiteindelijk zelfs de winnaar, Alberto Contador, af.
Een van de smaakmakers van de Giro van 2008, Emanuele Sella, werd enkele maanden na afloop van de ronde betrapt op het gebruik van CERA. Zijn drie etappe-overwinningen werden hem ontnomen. Een andere smaakmaker, Riccardo Riccò, werd tijdens de Ronde van Frankrijk van hetzelfde jaar betrapt op het gebruik van CERA.
De Giro werd in 2011 met veel overmacht gewonnen door Alberto Contador. Op 6 februari 2012 werd bekend dat Contador zijn zege moest afstaan naar aanleiding van een positieve test van het anabolische product clenbuterol tijdens de Ronde van Frankrijk van 2010.
Ook de editie van 2013 werd getergd door dopingverhalen: Vini Fantini-Selle Italia-renners Danilo Di Luca en Mauro Santambrogio werden beiden na enkele sterke prestaties betrapt op EPO.

## Lijst van winnaars

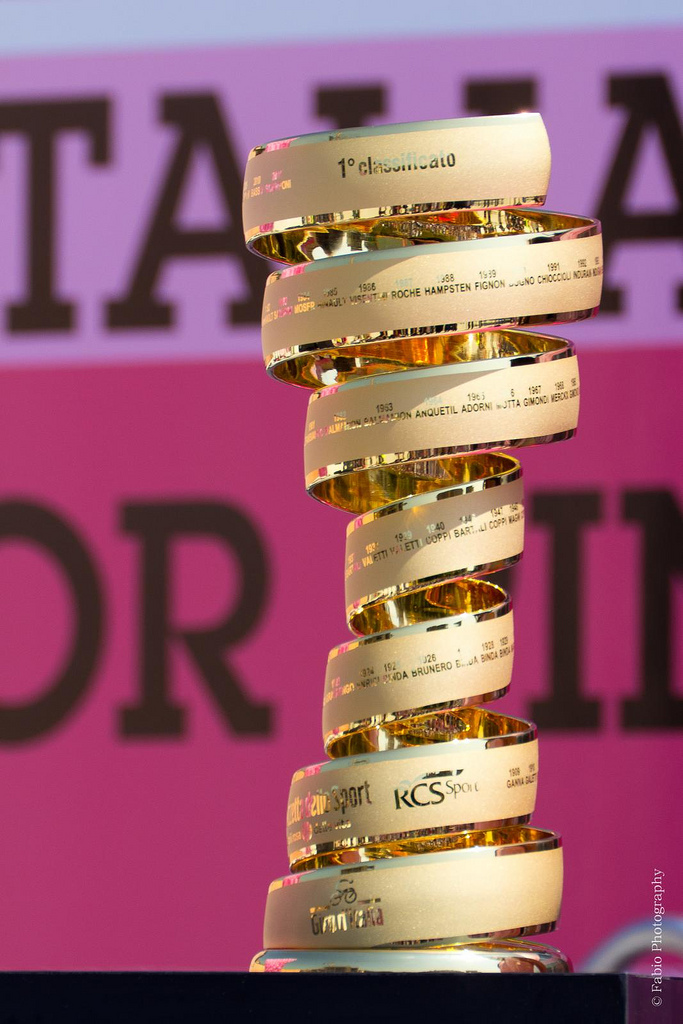
Sinds 1999 krijgt de winnaar de “Trofeo senza fine” (trofee zonder einde), waarop de namen van alle winnaars zijn gegraveerd.

### Meervoudige winnaars
Renners in het cursief gedrukt zijn renners die nu nog actief zijn.
| Overwinningen | Renner              | Land      | Jaren                            |
| ------------- | ------------------- | --------- | -------------------------------- |
| 5             | Alfredo Binda       | Italië    | 1925 + 1927 + 1928 + 1929 + 1933 |
| 5             | Fausto Coppi        | Italië    | 1940 + 1947 + 1949 + 1952 + 1953 |
| 5             | Eddy Merckx         | België    | 1968 + 1970 + 1972 + 1973 + 1974 |
| 3             | Giovanni Brunero    | Italië    | 1921 + 1922 + 1926               |
| 3             | Gino Bartali        | Italië    | 1936 + 1937 + 1946               |
| 3             | Fiorenzo Magni      | Italië    | 1948 + 1951 + 1955               |
| 3             | Felice Gimondi      | Italië    | 1967 + 1969 + 1976               |
| 3             | Bernard Hinault     | Frankrijk | 1980 + 1982 + 1985               |
| 2             | Carlo Galetti       | Italië    | 1910 + 1911                      |
| 2             | Costante Girardengo | Italië    | 1919 + 1923                      |
| 2             | Giovanni Valetti    | Italië    | 1938 + 1939                      |
| 2             | Charly Gaul         | Luxemburg | 1956 + 1959                      |
| 2             | Jacques Anquetil    | Frankrijk | 1960 + 1964                      |
| 2             | Franco Balmamion    | Italië    | 1962 + 1963                      |
| 2             | Giuseppe Saronni    | Italië    | 1979 + 1983                      |
| 2             | Miguel Indurain     | Spanje    | 1992 + 1993                      |
| 2             | Ivan Gotti          | Italië    | 1997 + 1999                      |
| 2             | Gilberto Simoni     | Italië    | 2001 + 2003                      |
| 2             | Paolo Savoldelli    | Italië    | 2002 + 2005                      |
| 2             | Ivan Basso          | Italië    | 2006 + 2010                      |
| 2             | Alberto Contador    | Spanje    | 2008 + 2015                      |
| 2             | Vincenzo Nibali     | Italië    | 2013 + 2016                      |

### Overwinningen per land
| Overwinningen | Land                                                                     |
| ------------- | ------------------------------------------------------------------------ |
| 69            | Italië                                                                   |
| 7             | België                                                                   |
| 6             | Frankrijk                                                                |
| 4             | Spanje                                                                   |
| 3             | Rusland, Zwitserland                                                     |
| 2             | Colombia, Verenigd Koninkrijk, Luxemburg, Slovenië                       |
| 1             | Australië, Canada, Ecuador, Ierland, Nederland, Verenigde Staten, Zweden |

## Meeste etappezeges
Het record van de meeste etappezeges staat op naam van de Italiaanse massasprinter Mario Cipollini. In totaal won hij 42 ritten; de laatste overwinning dateerde uit 2003. "Il Re Leone" brak het meer dan 70-jarige record van Alfredo Binda, die 41 ritten won.
| Meeste etappezeges | Meeste etappezeges  | Meeste etappezeges | Meeste etappezeges |
| #                  | Wielrenner          | Nationaliteit      | Overwinningen      |
| ------------------ | ------------------- | ------------------ | ------------------ |
| 1                  | Mario Cipollini     | Italië             | 42                 |
| 2                  | Alfredo Binda       | Italië             | 41                 |
| 3                  | Learco Guerra       | Italië             | 31                 |
| 4                  | Costante Girardengo | Italië             | 30                 |
| 5                  | Eddy Merckx         | België             | 25                 |
| 6                  | Giuseppe Saronni    | Italië             | 24                 |
| 7                  | Francesco Moser     | Italië             | 23                 |
| 8                  | Alessandro Petacchi | Italië             | 22                 |
| 8                  | Fausto Coppi        | Italië             | 22                 |
| 8                  | Roger De Vlaeminck  | België             | 22                 |

## Belgen en Nederlanders in de Giro
De Giro was tot in de jaren tachtig met name een nationale Italiaanse wedstrijd, maar toch werd zeven keer het eindklassement van de Giro gewonnen door een Belg. Dit is vooral te danken aan Eddy Merckx, die wel deelnam en de wedstrijd vijf keer won. De twee overige Belgische winnaars zijn Michel Pollentier (1977) en Johan De Muynck (1978). Merckx heeft ook de meeste Belgische etappezeges op zijn naam staan: 25 stuks. Roger De Vlaeminck volgt met 22 ritoverwinningen. In totaal kwam 160 keer een Belg als eerste over de streep. De eerste etappewinnaar was Gerard Loncke in 1933, de laatste was Wout van Aert in 2025.
Tom Dumoulin is de eerste Nederlandse man die in 2017 de Ronde van Italië op zijn naam schreef. Er was 30 keer een Nederlandse etappezege in de Giro, voor het eerst in 1953 dankzij Wim van Est en voor het laatst in 2025 toen Olav Kooij de laatste rit op zijn naam schreef.
Op 9 mei 2011 overleed Wouter Weylandt in de Giro door een schedelbreuk die hij opliep tijdens de derde etappe. Het rugnummer dat hij toen droeg (108) wordt als eerbetoon sindsdien niet meer in de Giro gebruikt. Weylandt kreeg ook een monument in Middelburg, waar hij in 2010 nog een Giro-etappe won.
Thomas De Gendt was in 2012 de eerste Belg ooit die als eerste boven aankwam op de Stelviopas.

## Omkadering

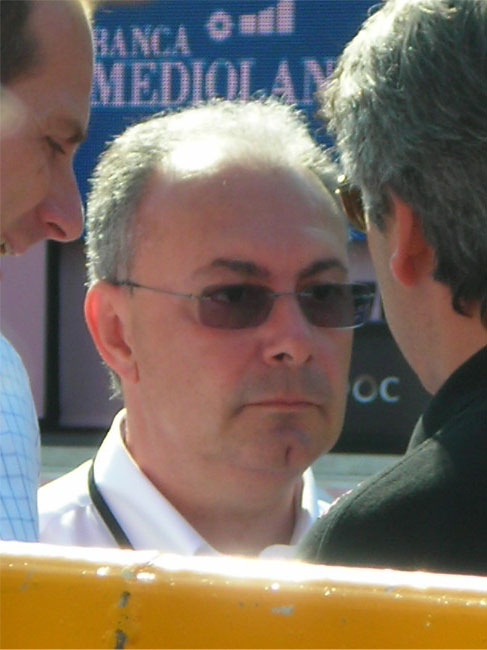
Angelo Zomegnan, van 2004 tot 2011 koersdirecteur van de Giro

### Sponsors
De Ronde van Italië werd opgericht door de sportkrant La Gazzetta dello Sport, die ruim 100 jaar later nog altijd de belangrijkste sponsor is. Aan deze krant, tegenwoordig de grootste en meest gelezen sportkrant van Italië met enkele miljoenen lezers en de oudste sportkrant ter wereld, dankt de wielerronde ook de kleur van de leiderstrui: roze. Dit was tijdens de oprichting van de ronde en nu nog altijd de kleur papier waarop het blad wordt gepubliceerd. Deze kleur is overigens niet altijd dezelfde: in 1897 werd de Gazzetta nog in het geel gedrukt, een jaar later in het wit en weer een jaar later kreeg de krant de roze kleur die ze nog altijd heeft. Naast de Gazzetta dello Sport zijn er uiteraard nog meer sponsors. De roze trui wordt gesponsord door Balocco, de blauwe trui door de bank Banca Mediolanum. De etappes worden nu gesponsord door oud-rozetruisponsor "Esta the".
Net als de Ronde van Frankrijk, heeft ook de Ronde van Italië een reclamekaravaan. Deze karavaan bestaat al sinds 1933 en vermaakt het wachtende publiek met entertainment en het uitdelen van allerlei prullaria.

### Mascotte
Sinds 2002 had de ronde in Ghiro een mascotte.  Ghiro verwees naar de naam van de wedstrijd de Giro en was een relmuis (glis glis). Vanaf de Giro van 2009 – de wielerronde bestaat dan 100 jaar en wordt voor de 92ste keer verreden – beschikt de Ronde van Italië over een nieuwe mascotte, een steenbok met de naam Girbecco. Girbecco maakte zijn debuut tijdens de presentatie van de ronde op 13 december 2008 en moet op speelse wijze de 'waarden' van de ronde en de wielersport overbrengen, zoals snelheid, kracht en toewijding. Girbecco onderging diverse gedaanteveranderingen en eind 2014 werd de mascotte vervangen door Lupo Wolfie, een wolf.

### Lijst van koersdirecteuren
Sinds de eerste editie in 1909 heeft de Ronde van Italië de volgende koersdirecteuren gehad:
- Vanaf 1909 tot 1948: Armando Cougnet
- Vanaf 1948 tot 1992: Vincenzo Torriani
- Vanaf 1992 tot 2004: Carmine Castellano
- Vanaf 2004 tot 2011: Angelo Zomegnan
- Vanaf 2011 tot 2013: Michele Acquarone
- Vanaf 2013: Mauro Vegni

### Giro Donne
De Ronde van Italië kent ook een vrouwelijke variant, de Giro d'Italia femminile of Giro Donne. De Giro Donne werd opgericht in 1988 en is sindsdien met uitzondering van 1991 en 1992 jaarlijks verreden. Ook in de ronde voor vrouwen draagt de klassementsleider een roze trui.

### Girobio
Naast de Ronde van Italië voor de elite en de Giro Donne wordt sinds 1970 ook een variant voor beloften verreden: de Girobio, ook wel bekend als Baby Giro. De Ronde van Italië voor beloften heeft een leeftijdsgrens van 26 jaar, heeft minder etappes en wordt verreden in juni. Onder de oud-winnaars zijn enkele renners die later ook bij de elite tot de toppers behoorden, waaronder Francesco Moser (1971), Marco Pantani (1992) en Gilberto Simoni (1993).